# Plaza Weyler
La plaza Weyler (plaza del General Weyler) de Santa Cruz de Tenerife (Canarias, España), debe su nombre al general español Valeriano Weyler, militar que fue capitán general de Canarias bajo cuyo mando se construyó el palacio de la Capitanía General de Canarias, situado junto a la citada plaza. 

## Historia

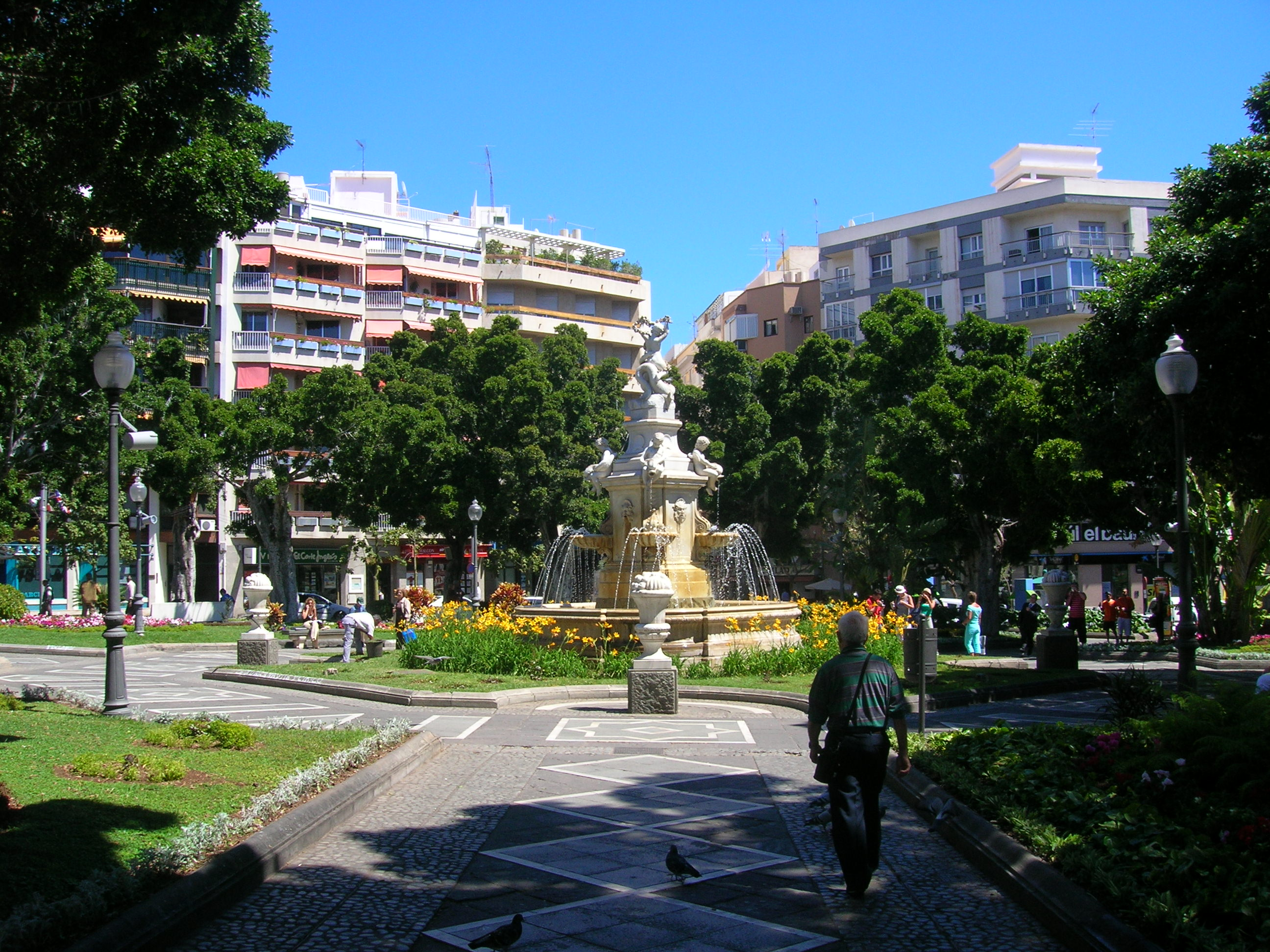
Plaza Weyler de Santa Cruz de Tenerife.

Valeriano Weyler y Nicolau (Palma de Mallorca, 17 de septiembre de 1838 – Madrid, 20 de octubre de 1930) fue un militar y político español, que ocupó el cargo de capitán general de Cuba durante la guerra de la independencia cubana. Fue famoso por su denostada política de reconcentración en Cuba.  Una de sus medidas fue recluir a los habitantes rurales en campos de concentración para de esta manera privar a los sublevados del apoyo del campesinado. Se calcula que se dejó morir a unos cien mil cubanos en dichos campos de concentración debido al hambre y las enfermedades.
La plaza se realizó en 1893 por Vicente Armiño, promovida por el Ayuntamiento de Santa Cruz de Tenerife, por la capitanía General de Canarias y por la Constructora de Edificios Urbanos. Con una superficie de 3600 m², esta plaza está situada en pleno centro de la ciudad, desembocando en ella la calle del Castillo, que es la calle más comercial de Santa Cruz.
Originariamente, esta plaza fue diseñada como anteplaza del edificio neoclásico de la Capitanía General, estando además encuadrada por un muro discontinuo. Además, al principio, contaba con una pila circular, que fue trasladada cuando el Ayuntamiento adquirió la fuente central actual.

## La fuente central

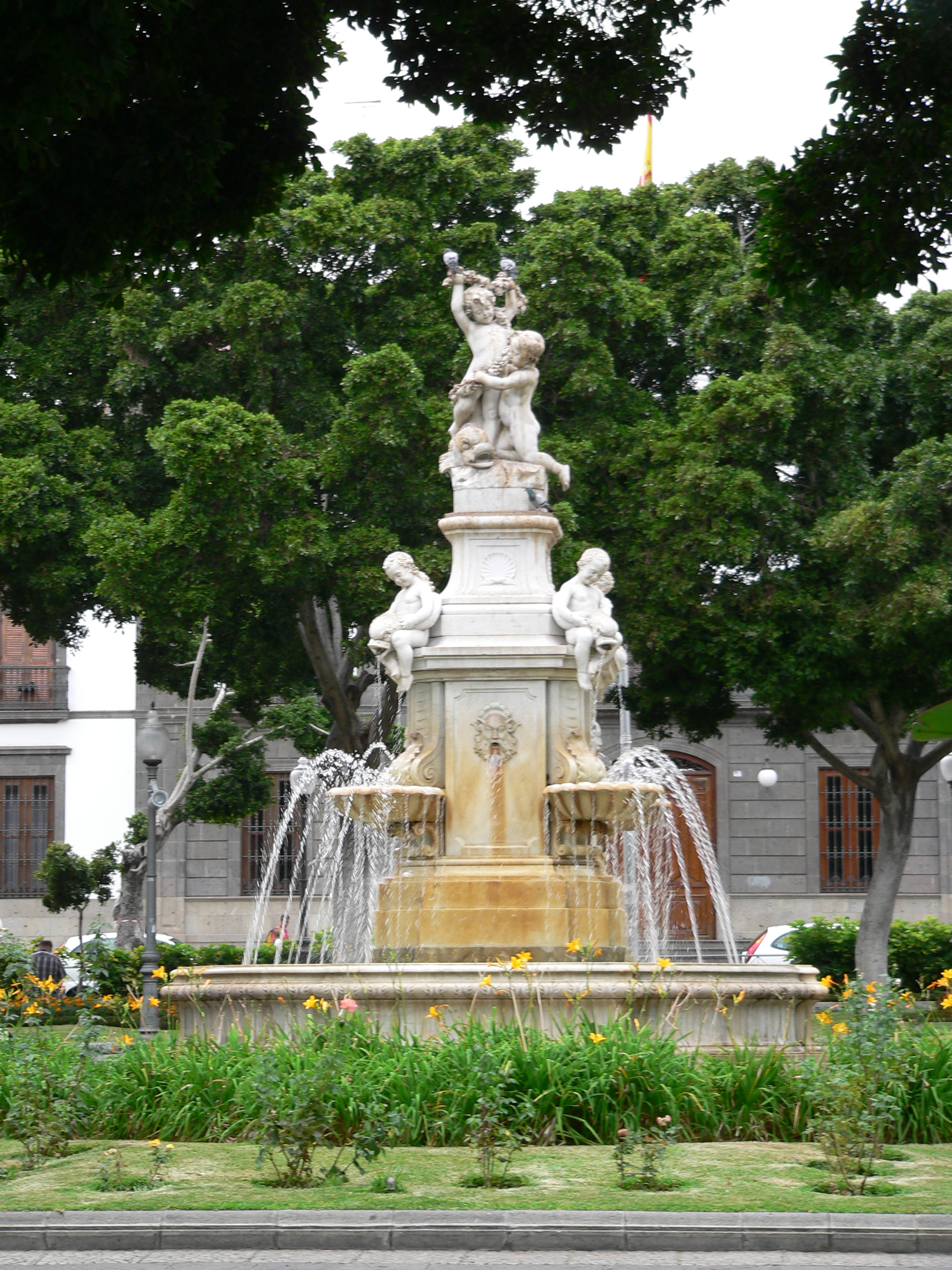
Fuente central de la Plaza Weyler.

La fuente es de mármol blanco de Carrara, presentando características neorrenacentistas; su autor fue Achille Canessa. Se encargó a Génova, durante los años en que fue alcalde de Santa Cruz (1897–1899) Pedro Schwartz y Mattos. 
El cuerpo central de la fuente, que mide 5,8 metros de altura, tiene forma piramidal, y está rematado por las estatuas de dos niños que sostienen una guirnalda de flores; en el piso central, cuatro niños, cada uno en una esquina, sujetan cada uno de ellos a un delfín que echa agua por la boca, y que cae en las conchas situadas en la parte inferior. 
Aunque la fuente se colocó en 1899, posteriormente se completó el conjunto arquitectónico con cuatro grandes jarrones, del mismo material que la fuente.